# (5350) Epetersen
(5350) Epetersen (1989 GL1) – planetoida z grupy pasa głównego asteroid okrążająca Słońce w ciągu 3,34 lat w średniej odległości 2,23 j.a. Odkryta 3 kwietnia 1989 roku.